# Big Bay
Big Bay é uma Região censo-designada localizada no estado americano de Michigan, no Condado de Marquette.

## Demografia
Segundo o censo americano de 2000, a sua população era de 265 habitantes.

## Geografia
De acordo com o United States Census Bureau tem uma área de 
15,4 km², dos quais 9,9 km² cobertos por terra e 5,5 km² cobertos por água. Big Bay localiza-se a aproximadamente 205 m acima do nível do mar.

## Localidades na vizinhança
O diagrama seguinte representa as localidades num raio de 40 km ao redor de Big Bay. 